# Arcont epònim
Arcont epònim (en grec antic ἄρχων ἐπώνυμος) era l'arcont atenenc principal dels nou arconts d'Atenes.
Es deia «epònim» perquè el seu nom, igual que els dels cònsols de Roma, era usat de referència anyal pels arxius i documents públics. Els atenencs estaven en edat militar durant 40 anys, dels 19 als 60, en el període de 40 arconts, i les persones se sabien el noms dels arconts sota els quals havien servit. Pel que fa als deures de l'arcont epònim, a part de presidir els debats i les reunions, no es coneixen amb exactitud, ja que no es diferenciaven les funcions personals de les del col·lectiu dels nou. Sembla però que tenia una part important de les funcions judicials i que era una mena de protector en nom de l'estat d'aquells que no es podien defensar.
A Esparta el nom de l'any el donava el primer dels cinc èfors.